# Test Ruffiera
Test Ruffiera – test oceniający wydolność fizyczną człowieka.
Test polega na oznaczeniu tętna spoczynkowego, a następnie wykonaniu 30 przysiadów w ciągu 1 minuty i dwukrotnym oznaczeniu tętna: bezpośrednio po próbie i po 1 minucie wypoczynku siedząc. Tętno mierzy się przez 15 s i wynik mnoży się przez 4. Rezultaty podstawia się do wzoru:
{\displaystyle IR={\frac {(P+P_{1}+P_{2})-200}{10}},}
gdzie:
{\displaystyle IR} – wskaźnik Ruffiera,
{\displaystyle P} – tętno spoczynkowe,
{\displaystyle P_{1}} – tętno bezpośrednio po wysiłku,
{\displaystyle P_{2}} – tętno po 1 minucie wypoczynku.
Ocena wydolności na podstawie uzyskanego wskaźnika Ruffiera:
- 0,0 – bardzo dobra,
- 0,1–5,0 – dobra,
- 5,1–10 – dostateczna,
- powyżej 10 – niewystarczająca.